# Liste des médaillées aux championnats d'Europe de gymnastique artistique - Concours général par équipes

## Médaillées
| Édition    | Lieu              | Or                                                                                                | Argent                                                                                  | Bronze                                                                             |
| ---------- | ----------------- | ------------------------------------------------------------------------------------------------- | --------------------------------------------------------------------------------------- | ---------------------------------------------------------------------------------- |
| avant 1994 | -                 | pas de concours par équipes                                                                       | pas de concours par équipes                                                             | pas de concours par équipes                                                        |
| 1994       | Stockholm         | Roumanie                                                                                          | Russie                                                                                  | Ukraine                                                                            |
| 1996       | Birmingham        | Roumanie                                                                                          | Russie                                                                                  | Ukraine                                                                            |
| 1998       | Saint-Pétersbourg | Roumanie                                                                                          | Russie                                                                                  | Ukraine                                                                            |
| 2000       | Paris             | Russie                                                                                            | Ukraine                                                                                 | Roumanie                                                                           |
| 2002       | Patras            | Russie                                                                                            | Pays-Bas                                                                                | Italie                                                                             |
| 2004       | Amsterdam         | Roumanie                                                                                          | Ukraine                                                                                 | Russie                                                                             |
| 2005       | Debrecen          | pas de concours par équipes                                                                       | pas de concours par équipes                                                             | pas de concours par équipes                                                        |
| 2006       | Volos             | Italie                                                                                            | Roumanie                                                                                | Russie                                                                             |
| 2006       | Volos             | Vanessa Ferrari Monica Bergamelli Lia Parolari Federica Macri Carlotta Giovannini                 | Sandra Izbasa Steliana Nistor Catalina Ponor Florica Leonida Alina Stanculescu          | Yulia Lozhecko Irina Isayeva Polina Miller Anna Grudko Nadejda Ivanova             |
| 2007       | Amsterdam         | pas de concours par équipes                                                                       | pas de concours par équipes                                                             | pas de concours par équipes                                                        |
| 2008       | Clermont-Ferrand  | Roumanie                                                                                          | Russie                                                                                  | France                                                                             |
| 2008       | Clermont-Ferrand  | Steliana Nistor Sandra Raluca Izbasa Anamaria Tamarjan Cerasela Pătraşcu                          | Anna Pavlova Ksenia Semenova Karina Myasnikova Ksenia Afanaseva Svetlana Klyukina       | Cassy Vericel Pauline Morel Marine Petit Laetitia Dugain (Isabelle Severino)       |
| 2009       | Milan             | pas de concours par équipes                                                                       | pas de concours par équipes                                                             | pas de concours par équipes                                                        |
| 2010       | Birmingham        | Russie                                                                                            | Grande-Bretagne                                                                         | Roumanie                                                                           |
| 2010       | Birmingham        | Aliya Mustafina Tatiana Nabieva Ekaterina Kurbatova Anna Myzdrikova Ksenia Semenova               | Elizabeth Tweddle Rebecca Downie Nicole Hibbert Niamh Rippin Jocelyn Hunt               | Ana Porgras Elena Amelia Racea Diana Maria Chelaru Raluca Oana Haidu               |
| 2011       | Berlin            | pas de concours par équipes                                                                       | pas de concours par équipes                                                             | pas de concours par équipes                                                        |
| 2012       | Bruxelles         | Roumanie                                                                                          | Russie                                                                                  | Italie                                                                             |
| 2012       | Bruxelles         | Diana Laura Bulimar Raluca Oana Haidu Larisa Andreea Iordache Sandra Raluca Izbasa Catalina Ponor | Anastasia Grishina Victoria Komova Aliya Mustafina Maria Paseka Anastasia Sidorova      | Giorgia Campana Francesca Deagostini Erika Fasana Carlotta Ferlito Vanessa Ferrari |
| 2013       | Moscou            | pas de concours par équipes                                                                       | pas de concours par équipes                                                             | pas de concours par équipes                                                        |
| 2014       | Sofia             | Roumanie                                                                                          | Grande-Bretagne                                                                         | Russie                                                                             |
| 2014       | Sofia             | Diana Bulimar Raluca Oana Haidu Larisa Iordache Andreea Munteanu Alina Stanila Silvia Zarzu       | Rebecca Downie Claudia Fragapane Ruby Harrold Rebecca Tunney Hannah Whelan              | Maria Kharenkova Aliya Mustafina Anna Rodionova Alla Sosnitskaya Daria Spiridonova |
| 2015       | Montpellier       | pas de concours par équipes                                                                       | pas de concours par équipes                                                             | pas de concours par équipes                                                        |
| 2016       | Berne             | Russie                                                                                            | Grande-Bretagne                                                                         | France                                                                             |
| 2016       | Berne             | Ksenia Afanasieva Angelina Melnikova Aliya Mustafina Daria Spiridonova Seda Tutkhalyan            | Becky Downie Ellie Downie Claudia Fragapane Ruby Harrold Gabby Jupp                     | Marine Boyer Marine Brevet Loan His Oréane Lechenault Alison Lepin                 |
| 2017       | Cluj-Napoca       | pas de concours par équipes                                                                       | pas de concours par équipes                                                             | pas de concours par équipes                                                        |
| 2018       | Glasgow           | Russie                                                                                            | France                                                                                  | Pays-Bas                                                                           |
| 2018       | Glasgow           | Lilia Akhaimova Irina Alekseyeva Angelina Melnikova Uliana Perebinosova Angelina Simakova         | Juliette Bossu Marine Boyer Lorette Charpy Mélanie de Jesus dos Santos Coline Devillard | Naomi Visser Céline van Gerner Vera van Pol Tisha Volleman Sanne Wevers            |
| 2019       | Szczecin          | pas de concours par équipes                                                                       | pas de concours par équipes                                                             | pas de concours par équipes                                                        |
| 2020       | Mersin            | Ukraine                                                                                           | Roumanie                                                                                | Hongrie                                                                            |
| 2020       | Mersin            | Anastasia Bachynska Yelyzaveta Hubareva Anastasiia Motak Angelina Radivilova Diana Varinska       | Antonia Duță Larisa Iordache Silviana Sfiringu Ioana Stănciulescu Daniela Trică         | Csenge Bácskay Dorina Böczögő Zsófia Kovács Mirtill Makovits Zója Székely          |
| 2021       | Bâle              | pas de concours par équipes                                                                       | pas de concours par équipes                                                             | pas de concours par équipes                                                        |
| 2022       | Munich            | Italie                                                                                            | Grande-Bretagne                                                                         | Allemagne                                                                          |
| 2022       | Munich            | Angela Andreoli Alice D'Amato Asia D'Amato Martina Maggio Giorgia Villa                           | Ondine Achampong Georgia-Mae Fenton Jennifer Gadirova Jessica Gadirova Alice Kinsella   | Kim Bui Emma Malewski Pauline Schäfer Elisabeth Seitz Sarah Voss                   |
| 2023       | Antalya           | Grande-Bretagne                                                                                   | Italie                                                                                  | Pays-Bas                                                                           |
| 2023       | Antalya           | Ondine Achampong Becky Downie Georgia-Mae Fenton Jessica Gadirova Alice Kinsella                  | Angela Andreoli Alice D'Amato Asia D'Amato Manila Esposito Giorgia Villa                | Eythora Thorsdottir Vera van Pol Sanna Veerman Naomi Visser Sanne Wevers           |
| 2024       | Rimini            | Italie                                                                                            | Grande-Bretagne                                                                         | France                                                                             |
| 2024       | Rimini            | Angela Andreoli Alice D'Amato Asia D'Amato Manila Esposito Elisa Iorio                            | Becky Downie Ruby Evans Georgia-Mae Fenton Alice Kinsella Abigail Martin                | Marine Boyer Lorette Charpy Coline Devillard Morgane Osyssek Ming van Eijken       |
| 2025       | Leipzig           | Italie                                                                                            | Allemagne                                                                               | France                                                                             |
| 2025       | Leipzig           | Manila Esposito Alice D'Amato Emma Fioravanti Giulia Perotti Sofia Tonelli                        | Helen Kevric Janoah Mueller Lea Marie Quaas Karina Schönmaier Silja Stoehr              | Lorette Charpy Romane Hamelin Djenna Laroui Morgane Osyssek-Reimer Ming van Eijken |

## Tableau des médailles
Mis à jour après les championnats d'Europe de 2025.
| Rang  | Nation          | Or | Argent | Bronze | Total |
| ----- | --------------- | -- | ------ | ------ | ----- |
| 1     | Roumanie        | 7  | 2      | 2      | 11    |
| 2     | Russie          | 5  | 5      | 3      | 13    |
| 3     | Italie          | 4  | 1      | 2      | 7     |
| 4     | Grande-Bretagne | 1  | 5      | 0      | 6     |
| 5     | Ukraine         | 1  | 2      | 3      | 6     |
| 6     | France          | 0  | 1      | 4      | 5     |
| 7     | Pays-Bas        | 0  | 1      | 2      | 3     |
| 8     | Allemagne       | 0  | 1      | 1      | 2     |
| 9     | Hongrie         | 0  | 0      | 1      | 1     |
| TOTAL | TOTAL           | 18 | 18     | 18     | 54    |